# Mitsubishi UFJ Trust and Banking Corporation
Mitsubishi UFJ Trust and Banking Corporation (三菱UFJ信託銀行株式会社 Mitsubishi UFJ Shintaku Ginkō Kabushiki-gaisha?) es la división de banca fiduciaria del Mitsubishi UFJ Financial Group, un grupo de servicios financieros japonés  que es el más grande del mundo medido por activos. El banco tiene la sede en Tokio, Japón.

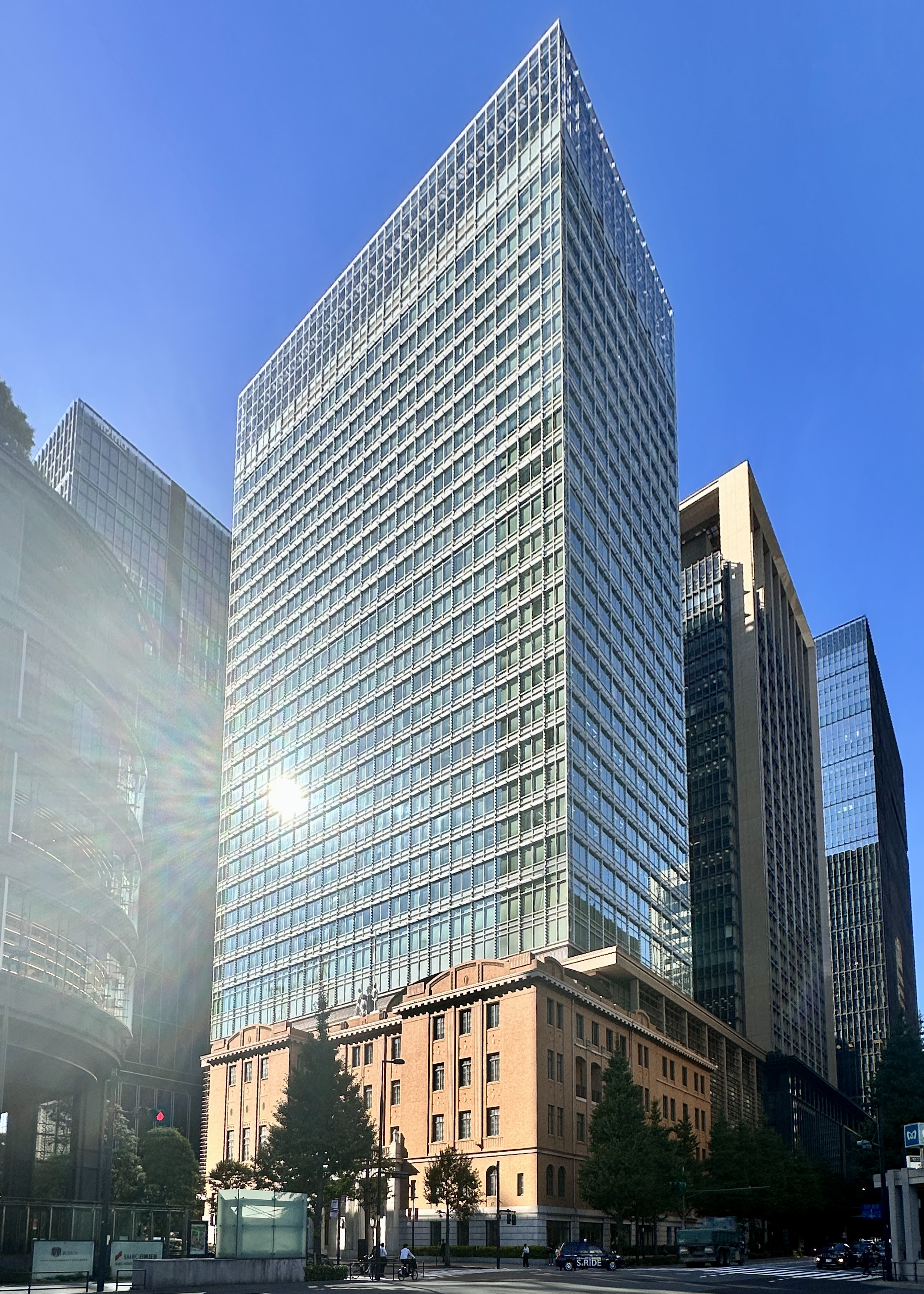
Edificio de Mitsubishi UFJ Trust and Banking Corporation ubicado en Tokio, Japón.

La fusión del Mitsubishi Tokyo Financial Group y UFJ Holdings el 1 de octubre de 2005 fue continuada por la fusión de sus respectivas filiales de banca fiduciaria, The Mitsubishi Trust and Banking Corporation y UFJ Trust Bank, creando la Mitsubishi UFJ Trust and Banking Corporation.
El banco tiene más de 1,5 billones de USD activos en fideicomiso y es uno de los principales inversores institucionales en mercados globales.

## Historia
El Mitsubishi Trust and Banking Corporation fue un banco fiduciario japonés y una filial del Mitsubishi Tokyo Financial Group.
El 1 de octubre de 2005, la compañía se fusionó con el UFJ Trust Bank para formar la Mitsubishi UFJ Trust and Banking Corporation.

## Beca
La Mitsubishi UFJ Trust and Banking Corporation Scholarship Foundation se estableció en 1953. Desde entonces, ha proporcionado más de 5000 becas a estudiantes y graduados japoneses y a estudiantes extranjeros (a 2012, aproximadamente el 90% han sido japoneses y el 10% han sido extranjeros). Los candidatos son nominados por sus respectivas universidades y generalmente estudian ciencias sociales.

## Accionistas
- Mitsubishi UFJ Financial Group (100%)